# ミニ四駆REV
ミニ四駆REV（ミニよんくレヴ）はタミヤが販売しているミニ四駆のシリーズである。
単三電池2本を動力源とする。

## 機構
シャーシ
シャーシはARシャーシとFMAシャーシの二種類となっている。
キット

電池
単三電池2本を使用する。
モーター
方軸モーターを使用する。
ギヤ
基本的にプロペラシャフトを使うミニ四駆と相関性がある。
シャフト
オンロードタイプのミニ四駆と同じものが使用できる。